# El Panecillo
El Panecillo es una elevación natural de 3.000 metros sobre el nivel del mar, (200 metros más alto que el promedio de la ciudad de Quito) enclavada en el corazón mismo de la ciudad de Quito (Ecuador). Es el sitio más visitado de la ciudad. Por su ubicación se ha convertido en el más importante mirador natural de la ciudad, desde el que se puede apreciar la disposición urbana de la capital ecuatoriana, desde su centro histórico y hacia los extremos norte y sur. El Panecillo está coronado por una escultura gigante de aluminio de la «Virgen de Quito», creada por el español Agustín de la Herrán Matorras, el cual se basó en la obra compuesta por Bernardo de Legarda, uno de los más importantes representantes de la Escuela quiteña.

## Historia
Tan ancestral como los pueblos que se han asentado sucesivamente en sus alrededores, la colina de El Panecillo divide su historia en tres grandes momentos: la época precolombina, la colonial y la moderna.

### Época precolombina

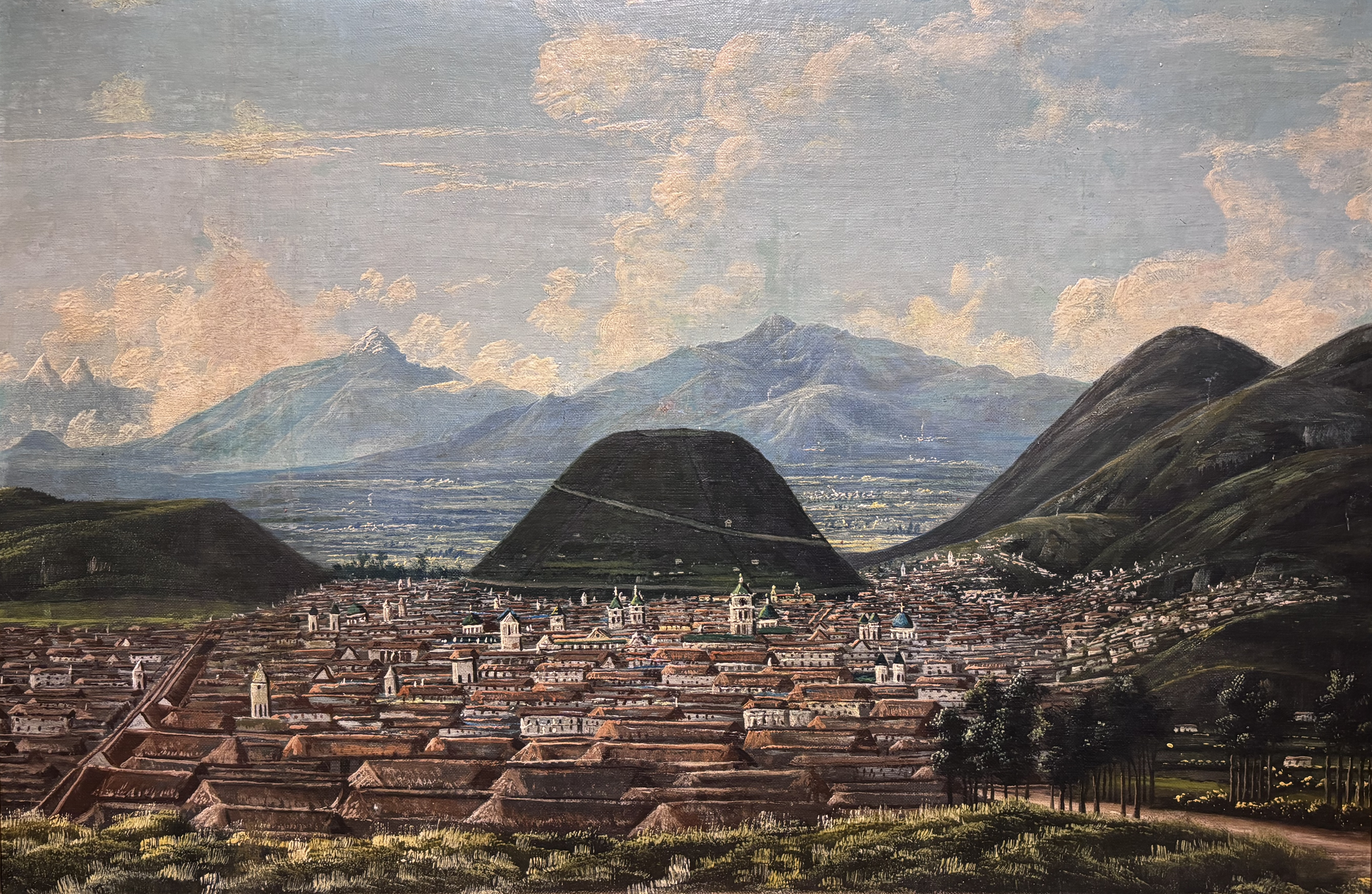
Quito, óleo atribuido a Rafael Salas que muestra la ciudad del, con la colina de El Panecillo como su telón de fondo. MuNa, Quito.

Antes de la llegada de los españoles, el Imperio incaico había controlado Quito y su zona de influencia durante menos de cien años. Los nombres arcaicos Shungoloma y Yavirac son de la lengua quichua: 
- Shungoloma significa loma-corazón.
- Yavirac es el nombre de una loma de similares características ubicada en Cuzco, capital del Tahuantinsuyo.

Federico González Suárez reseña que el Panecillo tenía un templo dedicado al sol, creado por el pueblo Cara. El pueblo Cara, a su vez, había dominado Quito y su zona de influencia por menos de cien años antes de la llegada de los incas. Los caras eran adoradores del sol y de la luna. González Suárez recopila varios autores que relacionan el pueblo cara con los caraicos, pueblo caribeño de navegantes:
"Scyri es palabra de una lengua desconocida, y significa Señor o Rey, como el término Inca en el idioma de los Quichuas.
Este era, por lo mismo, una expresión de dignidad, con que designaban al jefe, al superior de todos, al rey de la nación.
En cuanto a la colectividad de la tribu o raza de los Schyris, ella se daba a sí misma el nombre de Cara, por lo cual las gentes que la componían se conocen en la historia con el apellido de CARAS, palabra que, a lo que se pretende, quiere decir hombres o varones por excelencia:
Brasseur de Bourbourg.- Popol Vuh o El Libro Sagrado y los mitos de la antigüedad americana.- En la Disertación preliminar o comentario, XII. Cuatro cartas sobre Méjico. Cuarta carta, Número 15.- Relación de las cosas de Yucatán, Introducción. Capítulo X.- Este autor, consecuente con su sistema respecto del origen de la primitiva población americana, opina que los Caras que arribaron al Ecuador pertenecían a esa raza de navegantes atrevidos, cuyas huellas se encuentran en el antiguo y en el nuevo Continente, y a los cuales la Historia designa con los diversos nombres de Carios en Europa y Asia, y de Caribes y Guaraníes en América.- 'El nombre de los Caras o Carios, después que ellos desaparecieron, se conservó aplicado a un gran número de ciudades y de lugares en el Asia Menor, en África y en la Índica; pero en ninguna parte se difundió tanto como en América, donde más de mil nombres de pueblos, de tribus, de ciudades y de algunos sitios tenían el afijo car, cal, gal, etcétera, en la época de Colón; y entre esos nombres encontraréis todos los que los Carios habían dejado en Asia'. Palabras de Brasseur en su cuarta carta sobre Méjico.- Todos los libros del Abate Brasseur de Borubourg están en francés.
Bachiller y Morales.- Cuba Primitiva.- Según este docto americanista la palabra car, en la antigua lengua de los indios de las Antillas, significa alto, excelente; y cari es voz del mismo idioma, que equivale a hombre (Segunda sección. Vocabularios).- Hay, pues, en la misma lengua llamada del Inca, una palabra propia del idioma de las naciones Caribes, y con la misma pronunciación e idéntico significado en ambas lenguas.
Cari es por tanto palabra propia de la lengua caribe y pertenece en su origen al idioma que hablaban los primitivos pobladores de las Antillas y al dialecto de los indios de Boriquén y Puerto Rico.- (Vocabulario Haitiano francés.- Apéndice puesto por Brasseur a su edición francesa de la Relación de las cosas de Yucatán por Landa).

Tenemos, pues, una palabra que pudiera servirnos, tal vez, como de hilo conductor para introducirnos en el laberinto de la filología americana, rastreando el origen de los Caras ecuatorianos. Esa palabra no pertenece a la lengua quichua, no pertenece tampoco al aymará; es propia del dialecto haitiano; ¿de dónde vinieron los Caras? ¿Fueron éstos, acaso, una inmigración de caribes, que llegó después de varios eventos a las playas ecuatorianas? En esta nota planteamos el problema: después emitiremos una conjetura que podrá, acaso, servir más tarde para dar una solución, sino cierta, a lo menos muy probable.- Cuando hablamos aquí de la lengua el Inca, nos referimos al dialecto quichua tal como se ha conservado en el Ecuador, y no al idioma del Cuzco: en éste se encuentra la palabra Runa, que significa varón; y el dialecto del quichua hablado en Quito hay las dos voces Cari y Runa, con idéntico significado. El término Cari, tan usado en Quito, no pertenece al idioma puro de los quichuas.- Consúltese sobre este punto a Tschudi. (Die Kechua-Sprache, tomo tercero, en el cual se contiene el Diccionario).- Bertonio (Vocabulario de la lengua aymará: edición de Platzman, Leipzig, 1879).- Cari en aymará es interjección que se emplea para pedir.- Breve introducción o Arte para entender la lengua común de los indios según se habla en la provincia de Quito.- Anónimo, impreso en Lima en 1753."
Sobre el uso del Panecillo como lugar de adoración del sol:
"Adoraban al Sol, como a su primera divinidad visible, a la Luna y a las estrellas. Al Sol le edificaron un templo en la cima del Panecillo, cerro de figura perfectamente cónica que se levanta aislado a la parte meridional de Quito:
Villavicencio.- Geografía de la República del Ecuador.- Según este escritor, el Panecillo tiene 230 varas de altura sobre el plano de la plaza de Quito.
Humbolt.- Sitios y visitas de las Cordilleras.- 'Quito, por ejemplo, está al pie de un cono pequeño llamado Yavirac, el cual visto desde la ciudad, les parece a sus habitantes tan elevado solamente como el Montmartre y las alturas de Meudón a los moradores de París; y, no obstante, el cono de Yavirac, según mis medidas, tiene 3.121 metros de altura absoluta, siendo por lo mismo, tan alto como la cumbre de Marboré, uno de los picos más elevados de la Cadena de los Pirineos.'
El señor don Marcos Jiménez de la Espada dice que este nombre de Yavira o Yavirá le fue impuesto al Panecillo de Quito por los Incas, en memoria de otro cerro que del mismo nombre hay junto a una ciudad del Cuzco. Esta opinión del señor Espada nos parece muy fundada, pues el nombre que llevaba en tiempo de los Incas la eminencia conocida ahora con el de la Chilena era el de Huanacauri, que es uno de los cerros próximos al Cuzco, muy célebre en la historia de los soberanos indígenas de esa ciudad. El cerro de Huanacauri queda en frente del Yavirá en el Cuzco; así como aquí en Quito el Panecillo está al Sur, y la Chilena al Norte de la población. Se ve, pues, que los monarcas de la dinastía peruana transformaron esta ciudad, haciendo de ella, a su manera, un trasunto de su corte imperial del Cuzco.
Cieza de León escribe Yahuira (Del señorío de los Incas, o Segunda Parte de la Crónica del Perú). Pero, ¿cómo se debe escribir esa palabra? ¿cuál es su genuina ortografía? ¿Pertenece originalmente al idioma quichua? ¿cuál es su significado? He aquí investigaciones curiosas para la filología americana."
Sobre el uso de la loma de San Juan (La Chilena) como lugar de adoración de la luna:
"También a la Luna le edificaron otro templo en la eminencia opuesta hacia el lado del Norte; pero se ignora completamente cuales eran la forma, las dimensiones y los materiales de esos templos ni se puede conjeturar bajo qué imágenes representarían a los dos astros en los santuarios que les estaban dedicados:
Según el testimonio de nuestro historiador Velasco, el templo del Sol y de la Luna eran construidos de piedras labradas: el primero era de forma cuadrada y el segundo, redonda. Las imágenes de los astros eran de oro la una y de plata la otra: la puerta del templo del Sol estaba hacia el Oriente, y en las paredes del templo de la Luna había ventanas redondas, para que la luz del satélite entrando por ellas alumbrara su imagen. Las cubiertas eran de paja, cónicas. En el templo de la Luna, (que estaba en la eminencia donde se halla ahora la iglesita de San Juan Evangelista) estaban representadas también las estrellas en figuras pequeñas de plata adheridas a un lienzo de color azul, que hacía veces de cielo. Pero, estos templos eran los que encontraron en Quito los conquistadores españoles, y no se puede menos de preguntar ¿cuál era la obra genuina de los Scyris? ¿cuál la de los Incas? Los templos que conocieron los conquistadores eran los templos incásicos, pues hacía por lo menos setenta años ha que dominaban en estas partes los Incas, y varias de las circunstancias descritas  por el P. Velasco revelan la acción de los soberanos del Perú, más bien que la de los Scyris de Quito en esos monumentos religiosos. No perdamos nunca de vista la observación hecha en el texto, para que procuremos distinguir obras de obras y civilizaciones e civilizaciones.- VELASCO.- Historia antigua del Reino de Quito.- Libro segundo, párrafo 4o.
Los sacrificios que en ellos se ofrecían era de frutos de la tierra, de flores del campo y de animales, aunque no nos faltan fundamentos razonables para conjeturar que los altares de los Caras eran ensangrentados con víctimas humanas. De la tribu de los Caras establecidos en Caranqui lo asegura Garcilaso terminantemente (Garcilaso.- Comentarios reales de los Incas, Primera parte. Libro noveno Capítulo XI).

No se sabe si adoraban otras divinidades, ni cuáles eran las prácticas de su culto."
La dualidad entre el cerro del Panecillo y el de San Juan actualmente es aprovechado para representar a la Virgen del Panecillo y a la Basílica del Voto Nacional, respectivamente.

### Colonia
Durante toda la época colonial el Panecillo marcó el fin de la ciudad por el extremo sur, y por ello los viajeros que llegaban desde ciudades como Ambato, Guayaquil, Latacunga, Lima o Cuenca sabían, al divisarlo, que su llegada a Quito era cuestión de un par de horas nada más. El cerro tenía una parte boscosa, en especial en el costado sur.

### El fortín del Panecillo
Los españoles construyeron una fortificación en lo alto de la colina, que era la sede de la guarnición militar quiteña. La fortaleza permitía vigilar el norte y el sur, por lo que estaba provista de cañones. Al caer el fuerte en manos del Ejército libertador de la Gran Colombia, en 1822, se tomaron a los españoles catorce piezas de artillería.
Durante la guerra de la Independencia, el Panecillo fue escenario de un feroz combate entre las fuerzas realistas de Toribio Montes y Sámano, y los patriotas comandandados por Carlos de Montúfar y otros defensores del Estado de Quito de 1812. Desde 1809, Quito había expulsado a la Real Audiencia española, que se instaló en Cuenca. Un ejército español fue enviado para someter a Quito y restablecer la Real Audiencia.
El 7 de noviembre de 1812, los patriotas quiteños hicieron frente a las fuerzas coloniales de Toribio Montes y se atrincheraron en el cerro Panecillo y su fortín, para evitar la caída de la ciudad. Establecieron una línea defensiva en el cañón del río Machángara, que corre por la ladera sur del Panecillo.
Según relata el historiador Pedro Fermín Cevallos, el comandante español dispuso tres frentes para tomar la ciudad desde el sur, y se colocó en la falda meridional del Panecillo para evitar el fuego de artillería patriota que se disparaba desde el fortín en la cúspide. Luego, ascendieron hasta el castillo, obligando a los quiteños a abandonarlo. Un capitán de apellido Juáregui tomó la fortaleza e hizo flamear la bandera española. Al caer la fortaleza, los españoles entraron fácilmente a la ciudad por la ladera norte, derrotando a los patriotas.

Vista de Quito desde El Panecillo.

La batalla duró tres horas, y murieron 46 patriotas, y 15 realistas. Desde la Plaza Grande y la de La Merced, el Ejército patriota respondió con artillería contra los españoles en El Panecillo, que temporalmente abandonaron la colina. Sin embargo, buena parte del parque de los patriotas se perdió en El Panecillo, por lo que optaron por abandonar la ciudad hacia Ibarra, donde serían finalmente derrotados pocas semanas después.
Los españoles, inclusive, acuñaron una medalla conmemorativa del combate, en donde destacaron el triunfo de las armas de Fernando VII en la colina. La medalla, que algunos lucían como escarapela en el uniforme, muestra un cerro con dos cañones, con una corona real y banderas españolas, con la leyenda: "Vencedor del Panecillo en Quito por Fernando 7.º"
En 1822, durante la Batalla del Pichincha, el fortín del Panecillo sirvió de puesto de comando de los españoles, quienes inclusive hicieron fuego de artillería contra los patriotas, que habían ascendido la falda del cercano volcán Pichincha. Al ser derrotados, los españoles se refugiaron en el fortín. Sucre, para evitar el sangriento asalto al emblemático cerro, envió un emisario a Aymerich para que capitulara, cosa que el capitán general español aceptó.
Según el acta de Capitulación del 25 de mayo de 1822, los españoles, a las 14:00 de ese día, arriaron su bandera y entregaron sus armas al Ejército de la Gran Colombia, en una ceremonia especial que tuvo lugar en un puente del fortín colonial. De esta manera, en la cima del Panecillo tuvo lugar el acto final del Imperio español en Ecuador.
El fortín tenía una gran cisterna subterránea construida en ladrillo, que servía para proveer de agua a la fortaleza. El castillo español fue demolido luego de la independencia, quedando solamente en la cúspide del cerro la cisterna, bautizado luego como "olla del Panecillo", que se conserva hasta la actualidad.

### Época Moderna

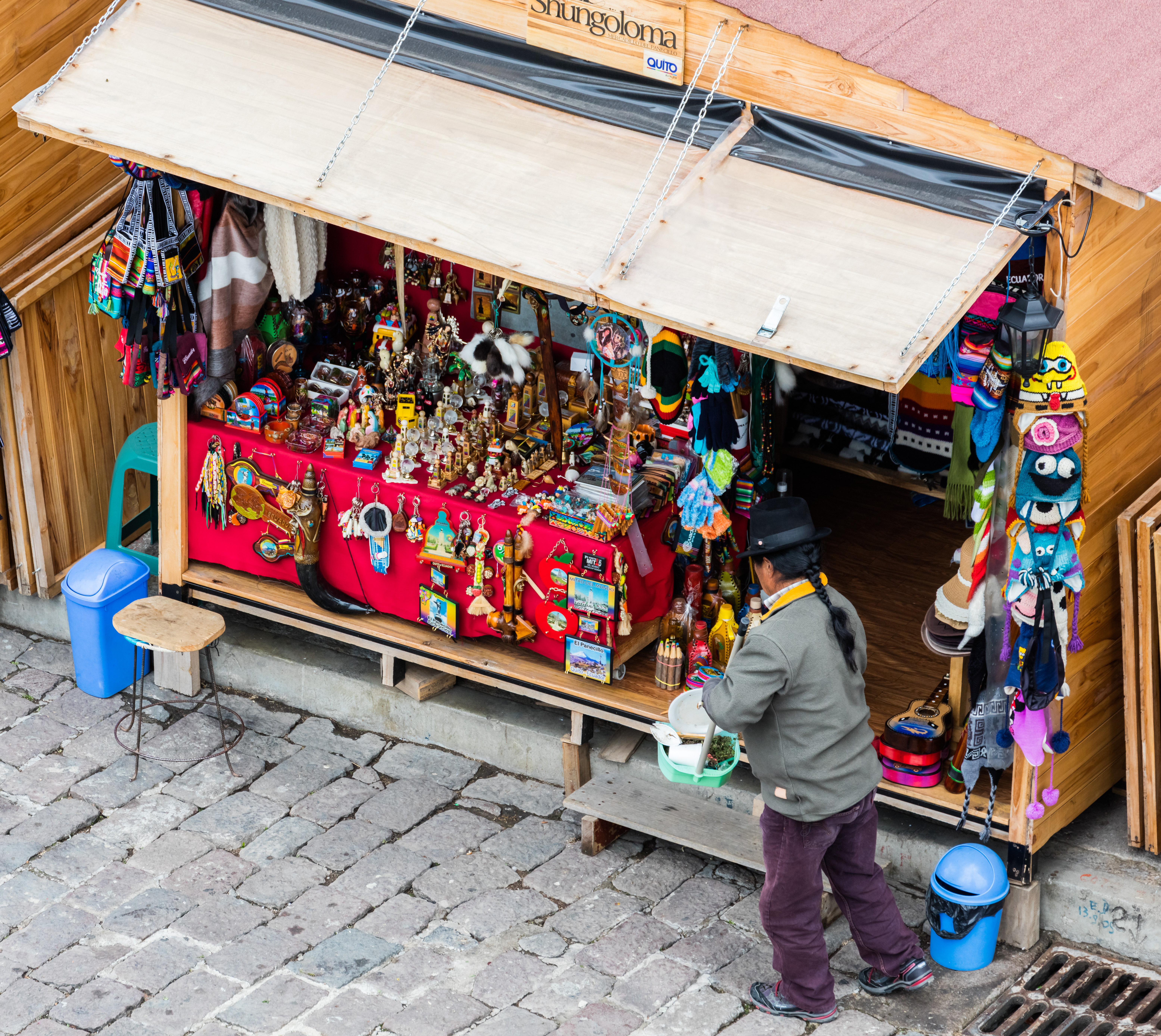
Uno de los múltiples comercios en el Panecillo.

Varias construcciones particulares se levantaron a lo largo del siglo XIX y XX en el Panecillo y sus faldas, tanto norte cuanto sur, ninguna de interés histórico, pero el terreno de la cúspide se mantuvo sin edificar tras la demolición de la antigua fortaleza colonial. El Panecillo perdió su importancia militar durante el siglo XIX.
El sector se volvió peligroso durante las últimas décadas del siglo XX, al ser sede de la famosa banda criminal de la Mama Lucha, que operaba en sus calles, lo que afectó al turismo.
En 1976, el español Agustín de la Herrán Matorras realizó un monumento de aluminio en honor a la Virgen María para adornar la cima de El Panecillo y de esa manera además, brindarle un ícono a la capital ecuatoriana. La llamada Virgen del Panecillo es una copia de la Virgen de Legarda, y cuenta con un mirador y centro turístico.

## La Virgen de Quito

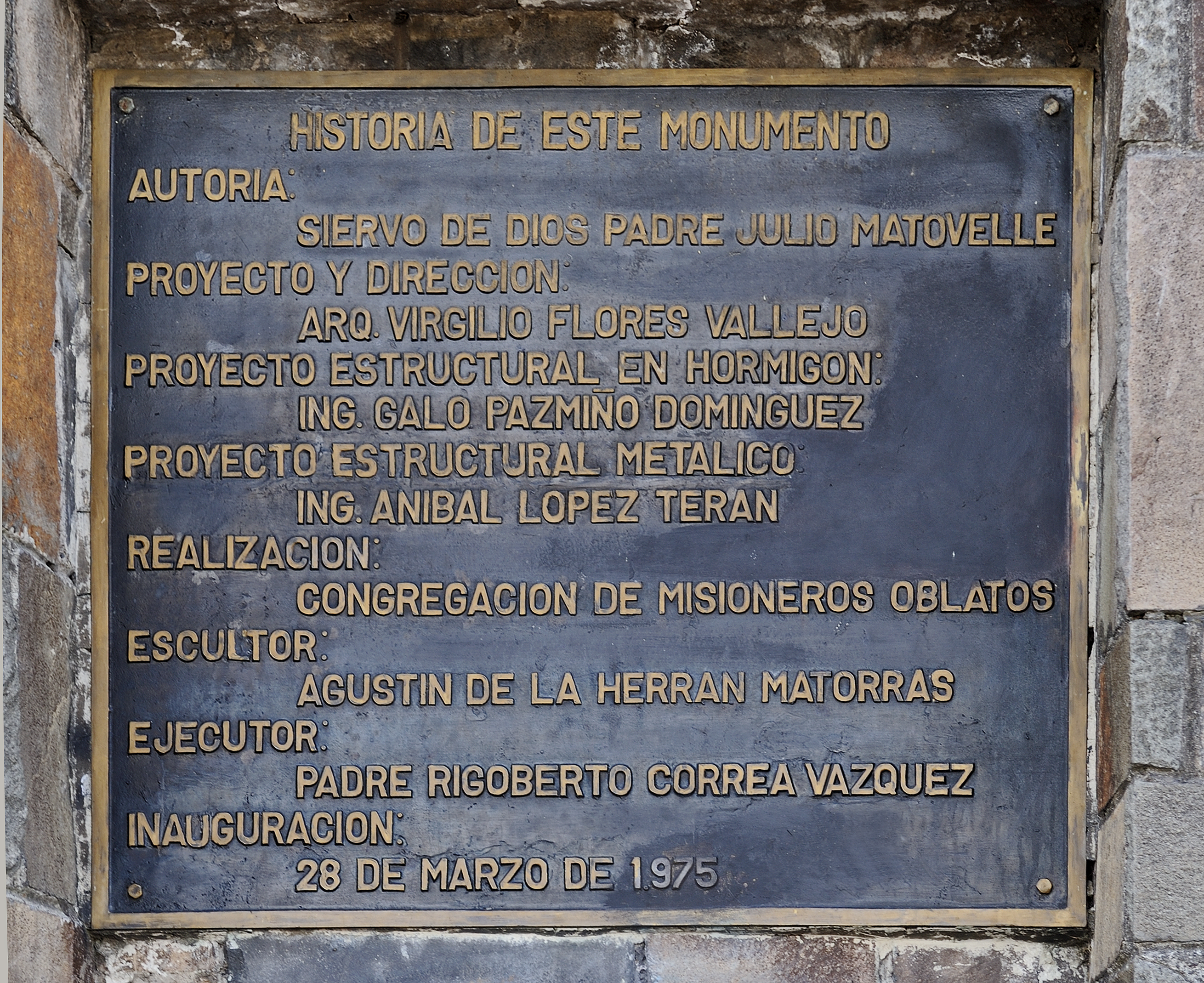
Placa cerca de la entrada del edificio del monumento

Compuesta por siete mil piezas diferentes, esta es la mayor representación de aluminio en todo el mundo. Su altura es de 30 metros y contando la base alcanza los 41 metros de altitud. La obra, inaugurada el 28 de marzo de 1975, es una réplica de la escultura de 30 centímetros realizada en el siglo XVIII por el escultor quiteño Bernardo de Legarda, la misma que reposa en el altar mayor de la iglesia de San Francisco, y que está considerada como la obra cumbre de la escultura de la escuela quiteña colonial.
La escultura representa a la Virgen María tal como se la describe en el libro bíblico del Apocalipsis: una mujer con alas, una cadena que apresa a la serpiente que tiene bajo sus pies y que representa a la bestia del 666. Es por ello que además de los nombres de Virgen de Quito o Virgen de Legarda (por el escultor de la obra original), esta estatua también es llamada Virgen del Apocalipsis.
La escultura reposa sobre un edificio base de cuatro niveles, construido en hormigón y revestido de piedra volcánica; dentro se puede recorrer un pequeño museo en el que se relata la historia del milenario cerro y de la construcción de la escultura. Además, accediendo por este museo se puede llegar a un mirador ubicado en los pies mismos de la Virgen, desde el cual se tiene una privilegiada vista de 180 grados de la ciudad de Quito.
En su base de hormigón se encuentra una placa nombrada "La Mujer de la Apocalipsis (Cap 12)" escrita por el Padre Jesús Rigoberto Correa Vázquez la cual dice: "¿Quién es esta mujer, de sol vestida, reina, de doce estrellas coronada, portentosa señal, airosa, alada, que al firmamento se remonta erguida? ¿Quién es esta mujer engrandecida, que a sus plantas la luna ve postrada, mantiene a la serpiente encadenada y entre todas es la única escogida? Es María, la Virgen, la esperanza mostrada, en el edén, a cielo y tierra, en quien Dios se encarnó y entró en la historia. Es la Madre de Dios, flor de la alianza, la mujer fuerte que al infierno aterra, la esclava del Señor, la asunta a gloria."

## Sitio turístico

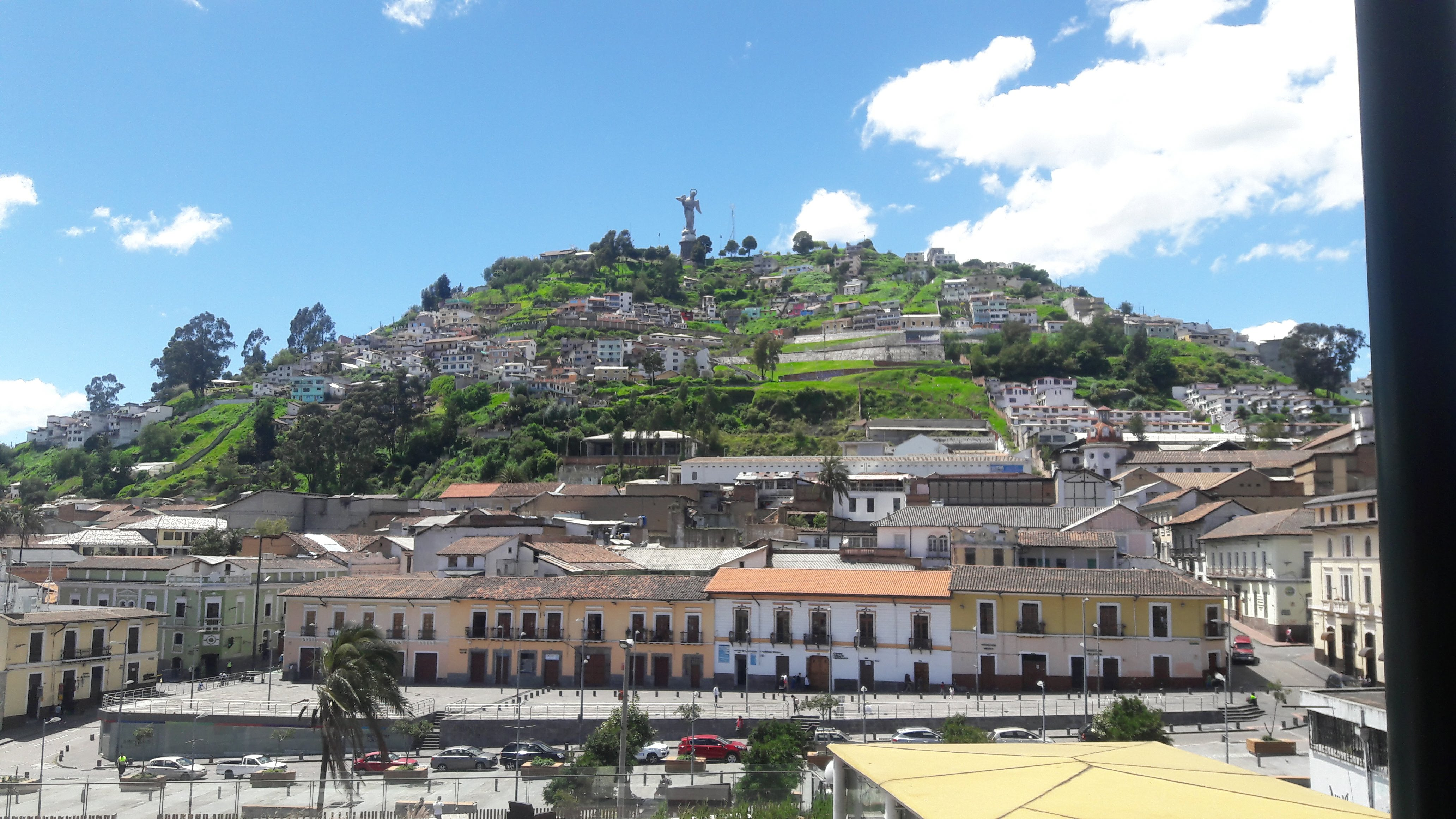
Colina de El Panecillo y la Virgen vistas desde el Bulevar 24 de mayo

A pesar de haber sido un sitio visitado desde hace muchas generaciones por su espectacular vista, es en años recientes, y desde que la imagen de la Virgen mítica reposa en la cima, ha incrementado el nivel de visitantes al centro turístico. Una parte importante de dicho centro turístico es la antigua cisterna colonial, en donde sin fundamento alguno se ha querido ver un vestigio prehispánico, a pesar de que es evidente que está construido con ladrillos coloniales. A pesar de eso, se lo ha decorado con motivos indigenistas.
Al instalarse la estatua de la Virgen María, el cerro Panecillo adquirió connotaciones religiosas católicas, por lo que en la época de Navidad se instala un nacimiento de luces y se realizan rezos como la Novena.
Durante los primeros años del siglo XXI el Plan de Regeneración impulsado por el municipio de Quito, ha favorecido el surgimiento de restaurantes gourmet cafés para todos los gustos y bolsillos, una pintoresca feria de artesanías y una policía comunitaria bastante efectiva.